# Brníčko
Brníčko (in tedesco Brünnless) è un comune della Repubblica Ceca facente parte del distretto di Šumperk, nella regione di Olomouc.